# Hiroaki Abe
Hiroaki Abe (阿部 弘毅, Abe Hiroaki) (15 mars 1889 - 9 février 1949) est un amiral de la Marine impériale japonaise. Au début de la guerre du Pacifique, il a commandé une division de croiseurs puis une division de cuirassés. Il a atteint le grade de vice-amiral en 1942. Mais, à la bataille navale de Guadalcanal, son navire amiral, le cuirassé rapide Hiei, a été coulé (12-13 novembre 1942). Relevé de son commandement, il a été mis à la retraite quelques mois plus tard.

## Carrière
Hiroaki Abe, né à Yonezawa, dans la préfecture de Yamagata, a été diplômé en 1911 de l'Académie navale impériale du Japon dans la 39e promotion, classé 26e sur 148 élèves.

### Avant la Guerre du Pacifique
Il embarque comme midship (Shōi Kōhosei) sur le croiseur protégé Soya (ex-russe Varyag) et le pré-dreadnought Mikasa. Comme enseigne de vaisseau (Shōi et Chūi) de 1912 à 1917, il embarque sur le croiseur cuirassé Nisshin, sur le croiseur protégé Chikuma et sur le croiseur de bataille Kongō. Après avoir suivi les cours de l'École de Torpillage et de l'École de Canonnage, il a servi sur le destroyer de 3e classe Akebono puis sur le croiseur protégé Chitose pendant la Première Guerre mondiale. Promu lieutenant de vaisseau (Daii), fin 1917, il se perfectionne à l'École de Torpillage et suit les premiers cours de l'l'École de Guerre navale. Il sert quelques mois sur le destroyer de 2e classe Sugi, est affecté en 1920 à l'État-major de la 3e flotte puis il embarque sur le destroyer Yamakaze. En 1922-23, il reçoit le commandement des destroyers de 3e classe Ushio et  Hatsuyuki , puis rejoint, comme chef du Service Torpilles, le croiseur léger Tama. Promu, fin 1923, capitaine de corvette (Shōsa), il suit les cours de la 23e session de l'École de Guerre Navale, dont il est diplômé en 1925. Il exerce alors pendant un an le commandement du destroyer Kaki puis de 1926 à 1929, il est instructeur à l'École de Torpillage, à l'École de Canonnage et à l'École Militaire d'Artillerie Lourde. Promu capitaine de frégate (Chūsa), en décembre 1928, il rejoint en 1930 l'État-major de la 2e Escadre de Destroyers, commande en 1931-1932 la 1re puis la 2e division de destroyers. Promu capitaine de vaisseau (Daisa), en décembre 1932, il commande en 1933-34 la 23e division de destroyers, puis est instructeur à l'École de Guerre Navale. Il reçoit le commandement du croiseur Jintsu en 1936, puis du cuirassé Fuso en 1937.Il est promu contre-amiral en 1938, et devient Instructeur-en-Chef et Formateur-en-Chef à l'Académie navale impériale.
En novembre 1940, il reçoit le commandement de la 6e Escadre de Destroyers, et est nommé, en août 1941, à la tête de la 8e Division de Croiseurs.

### Commandant de la8eDivision de Croiseurs
Constituée des deux croiseurs de la classe Tone, les derniers à être entrés en service, la Division est attachée à la protection de la 1re Flotte Aérienne, qui compte six grands porte-avions aux ordres du vice-amiral Nagumo. À ce titre, le contre-amiral Abe participe à l'attaque de Pearl Harbor, puis au retour la 8e division est détachée, avec la 2e Division de Porte-avions du contre-amiral Yamaguchi, pour venir à bout des U.S. Marines qui résistent sur l'île de Wake, ce qui est fait le 23 décembre.
Du 17 au 23 janvier, la 8e division accompagne les porte-avions qui soutiennent l'attaque japonaise contre les positions australiennes de Rabaul, en Nouvelle-Bretagne, et de Lae et Salamaua, en Nouvelle-Guinée. En février, elle gagne les Palaos et les Célèbes, escortant une fois encore les porte-avions du vice-amiral Nagumo, lors du bombardement de Port Darwin, le 19 février.
À la fin février, la 8e Division de Croiseurs accompagne les porte-avions du vice-amiral Nagumo qui couvrent l'offensive de la 2e flotte du vice-amiral Kondō contre les Indes orientales néerlandaises, et d'abord contre Java. L'aviation navale japonaise, partie de terrains des Célèbes, a ainsi coulé le 27 février, l'USS Langley, et le 1er mars les deux croiseurs du contre-amiral Abe ont participé à l'interception et à la destruction du vieux destroyer USS Edsall qui l'escortait et dont des rescapés ont été recueillis sur le Chikuma.
La 8e Division repart des Célèbes, à la fin mars, et par la mer de Timor, gagne l'Océan Indien, avec les porte-avions du vice-amiral Nagumo et les quatre cuirassés rapides de la 3e Division de Cuirassés que commande le vice-amiral Mikawa. Il s'agit d'aller attaquer à Ceylan les bases de la Flotte britannique d'Orient (British Eastern Fleet) que Royaume-Uni renforce, alors que l'armée japonaise avance en Birmanie. L'aviation embarquée japonaise attaque Colombo, le 5 avril puis Trinquemalay, le 9 avril, mais le Commandant-en-Chef britannique, le vice-amiral Somerville a éloigné ses grands porte-avions et ses cuirassés vers les Maldives ou la côte d'Afrique orientale. C'est un hydravion de reconnaissance du Tone qui repère cependant à 320 km de Colombo les croiseurs lourds HMS Cornwall et Dorsetshire, qui sont coulés par l'aviation embarquée japonaise.
Rentrés au Japon, la 8e Division de Croiseurs ne participe pas à la bataille de la mer de Corail, au début de mai. À la bataille de Midway (4-7 juin 1942), la 8e Division de Croiseurs faisait encore partie du Groupe de Support, constitué autour des deux cuirassés rapides Haruna et Kirishima, rattaché à la Force de Frappe du vice amiral Nagumo. À 7 h 30, le 4 juin, un hydravion Aichi E1 3A 1 “Jake” du Tone a signalé des bâtiments américains, mais n'a pas spécifié immédiatement qu'il y avait un porte-avions parmi eux, ce qui s'est révélé une erreur cruciale. À 10 h 45, c'est un autre hydravion “Jake” du Chikuma qui a repéré l'USS Yorktown et l'a suivi pendant trois heures, guidant les attaques de l'aviation embarquée, jusqu'à ce qu'il fût abattu peu après 14 h.
Le 6 juin, la 8e Division de Croiseurs a reçu l'ordre de se porter en soutien de la 5e flotte, qui attaquait les îles Aléoutiennes, où les îles d'Attu et de Kiska ont été occupées.

### Commandant de la11eDivision de Cuirassés
Le 14 juillet, l'organisation des forces navales japonaises est profondément modifiée. Le vice-amiral Mikawa qui commandait les quatre cuirassés rapides de la 3e Division de Cuirassés, rattachés à la 1re Flotte Aérienne du vice-amiral Nagumo est appelé au Commandement-en-Chef d'une nouvelle 8e Flotte des Mers du Sud Extérieures, par démembrement du secteur de la 4e Flotte. La 3e Division de Cuirassés est réduite à deux unités, le Kongō et le Haruna, le contre-amiral Kurita, promu vice-amiral, en prend le commandement. Les deux autres unités, Hiei et Kirishima, constituent une nouvelle 11e Division de Cuirassés, qui est confiée au contre-amiral Abe. La 8e Division de Croiseurs que quitte le contre-amiral Abe échoit au contre-amiral Hara, qui commandait la 5e Division de Porte-avions. Celle-ci rebaptisée 1re Division de Porte-avions est directement placée aux ordres du vice-amiral Nagumo, nommé par ailleurs à la tête d'une nouvelle 3e Flotte, la 1re Flotte Aérienne qui a perdu quatre grands porte-avions à la bataille de Midway est dissoute.
Au début d'août, les Américains débarquent à Guadalcanal, pour assurer la sécurité de la liaison entre Hawaï et l'Australie. Une attaque menée par le vice-amiral Mikawa aboutit à une sévère défaite américaine à la bataille de l'île de Savo. Mais les Japonais ne parviennent pas, par des attaques terrestres, appuyée par la 11e Flotte Aérienne commandée par le vice-amiral Tsukahara, à déloger les U.S. Marines qui protègent la construction d'un terrain d'aviation baptisé Henderson Field, mis en service le 20 août. Le vice-amiral Kondō, avec la 2e Flotte japonaise, renforcée de la 3e Flotte, du vice-amiral Nagumo, ont été envoyés de Truk couvrir un convoi de renforts de troupes contre Guadalcanal. La 11e Division de Cuirassés est rattachée à la 3e Flotte et est présente à ce titre à la bataille des Salomon orientales. À la mi-octobre, les mêmes grandes unités sont retournées au large de Guadalcanal, et, après la bataille du cap Espérance, la 11e Division de Cuirassés participe à la couverture des bombardements nocturnes d'Henderson Field, par la 3e Division de Cuirassés du vice-amiral Kurita, le 14 octobre, et par les croiseurs de la 8e flotte du vice-amiral Mikawa, le 15 octobre. Le contre-amiral Abe et ses deux cuirassés sont présents à la bataille des îles Santa Cruz à la fin octobre. Mais comme à la bataille des Salomon orientales, les cuirassés japonais n'y ont pas un rôle notable.
Le 1er novembre, Hirohaki Abe est promu vice-amiral. Le 9 novembre, la 11e Division de Cuirassés, qui a été rattachée à la 2e flotte du vice-amiral Kondō gagne les îlots Shortland au sud de Bougainville. Il s'agit de couvrir un important convoi de renforts de troupes à Guadalcanal, le vice-amiral Abe ayant mission de bombarder Henderson Field, pour assurer la progression du convoi de renforts dont l'escorte est confiée à la 2e Escadre de Destroyers du contre-amiral Tanaka.
Dans la journée du 12, les bâtiments japonais sont repérés et le contre-amiral Callaghan, avec deux croiseurs lourds, un grand croiseur léger, deux croiseurs légers anti-aériens et huit destroyers prend position dans le détroit entre l'île de Savo et Guadalcanal, surnommé “le détroit au fond de ferraille” (Ironbottom Sound). Mais le navire équipé du radar le plus performant, l'USS Helena, n'est pas le navire amiral et se trouve à l'arrière de la ligne américaine, ce qui donne l'avantage aux Japonais, qui ont un meilleur entrainement au combat de nuit. Le combat, violent, débute à 1 h 40, à très courte distance. L'USS Atlanta est très vite désemparé, et le contre-amiral Norman Scott, qui y a sa marque, est tué. L'USS San Francisco tire sur le Hiei, se fait mitrailler par le Kirishima, et le contre-amiral Callaghan est tué lui aussi. L'USS Juneau est torpillé, et l'USS Portland, endommagé au gouvernail, se met à tourner en rond en canonnant le Hiei à 3 000 m. Doté d'un blindage de ceinture de 203 mm seulement, le cuirassé rapide est ravagé par les obus des croiseurs lourds tirés à si courte distance,. Le vice-amiral Abe, blessé, ne réalise pas que seul l'USS Helena demeure opérationnel du côté américain, alors qu'il dispose encore du Kirishima, et décide de se retirer vers le nord sans aller bombarder Henderson Field.
Après des tentatives avortées de prendre le Hiei en remorque, puis de l'échouer, le cuirassé rapide, assailli dans la journée du 13 par l'aviation basée à Henderson Field et par l'aviation embarquée de l'USS Enterprise, est sabordé, malgré un ordre contraire de l'amiral Yamamoto, parvenu trop tard. Le soir même, le vice-amiral Mikawa arrive de Rabaul avec deux croiseurs lourds, renforcés de deux autres croiseurs lourds aux ordres du contre-amiral Nishimura. Henderson Field est bombardé, recevant près de 1 400 obus de 203 mm, mais est resté opérationnel, son aviation contribuant à couler un croiseur lourd et six des onze transports du convoi du contre-amiral Tanaka dans la journée du 14. Pour en finir avec Henderson Field, l'amiral Yamamoto relève le vice-amiral Abe de son commandement, et enjoint au vice-amiral Kondō d'exécuter la mission de bombardement d'Henderson Field. Le vice-amiral Kondō, qui a sa marque sur l'Atago, met le cap sur Guadalcanal depuis l'atoll d'Ontong Java, à 135 nautiques au nord des îles Salomon, avec le Takao et le Kirishima, mais cette Unité de Bombardement d'Urgence, va se heurter à deux cuirassés modernes, USS Washington et South Dakota, arrivant de Nouméa. Dans la nuit du 14 au 15, le Kirishima est pulvérisé par l'USS Washington, et plus aucun grand bâtiment japonais ne sera ensuite engagé en première ligne devant Guadalcanal.
L'amiral Yamamoto a reproché au vice-amiral Abe un manque d'agressivité contre une force inférieure. Le 20 mars 1943, le vice-amiral Abe est mis à la retraite. Il décède en février 1949.

### Dates de promotion
- Midship (Kaigun shōi kōhosei) - 18 juillet 1911
- Enseigne de vaisseau de 2e classe (Kaigun-shōi) - 1er décembre 1912
- Enseigne de vaisseau de 1re classe (Kaigun-chūi) - 1er décembre 1914
- Lieutenant de vaisseau (Kaigun-daii)- 1er décembre 1917
- Capitaine de corvette (Kaigun-shōsa)- 1er décembre 1923
- Capitaine de frégate (Kaigun-chūsa)- 10 décembre 1928
- Capitaine de vaisseau (Kaigun-daisa)- 1er décembre 1932
- Contre-amiral (Kaigun-shōshō)- 15 novembre 1938
- Vice-amiral (Kaigun-chūshō)- 1er novembre 1942